# Гай Кассий Лонгин (консул 171 года до н. э.)
Гай Кассий Лонгин (лат. Gaius Cassius Longinus; умер после 154 года до н. э.) — древнеримский военачальник и политический деятель из плебейского рода Кассиев, консул 171 года до н. э., цензор 154 года до н. э. Неудачно претендовал на командование в Третьей Македонской войне.

## Происхождение
Гай Кассий принадлежал к незнатной плебейской семье, представители которой, довольно нерегулярно носившие когномен Лонгин (Longinus), вошли в состав римского нобилитета в эпоху Поздней республики. Благодаря Капитолийским фастам известно, что отец и дед Гая Кассия носили тот же преномен.

## Биография
Первое упоминание о Гае Кассии в сохранившихся источниках относится к 178 году до н. э., когда он был военным трибуном. Некоторое время Лонгин командовал легионом, расквартированным в Аримине и предназначенным для войны с истрийцами; это соединение сильно пострадало от морового поветрия и поэтому было распущено. Не позже 174 года до н. э., исходя из требований закона Виллия, установившего минимальные временные промежутки между магистратурами, Гай Кассий должен был занимать должность претора. В 173 году до н. э. он входил в коллегию децемвиров, сформированную для раздела земель в Галлии и Лигурии.
В 171 году до н. э. Лонгин стал консулом вместе с ещё одним плебеем, Публием Лицинием Крассом. Это был всего второй по счёту случай в истории Римской республики, когда к власти пришла чисто плебейская консульская коллегия. Поскольку начиналась война с царём Македонии Персеем, Гай Кассий хотел получить Македонию в качестве провинции, но по результатам жеребьёвки ему досталась Италия. Тогда Лонгин стянул войска к Аквилее и оттуда самовольно двинулся через Иллирию на юг, к театру боевых действий. В дороге его настиг приказ сената вернуться. Консул был вынужден подчиниться, но по пути он разграбил земли не воевавших на тот момент с Римом галлов, карнов, истрийцев и япидов. Те направили из-за этого жалобу сенаторам, но, когда она поступила на рассмотрение, Гай Кассий уже был в Македонии: он отправился туда по истечении консульских полномочий в качестве военного трибуна. Сенат ответил послам, что не может судить человека столь высокого ранга в его отсутствие.
Лонгин пребывал на Балканах до конца войны. Известно, что в 168 году до н. э. претор Луций Аниций Галл поручил ему охрану взятого в плен иллирийского царя Гентия.
В 154 году до н. э. Гай Кассий достиг вершины своей карьеры — стал цензором вместе с патрицием Марком Валерием Мессалой. Коллеги хотели построить постоянный театр из камня, но влиятельный нобиль Публий Корнелий Сципион Назика Коркул выступил против появления в Риме такого объекта «как предмета бесполезного и пагубного для общественной нравственности». Согласно эпитоматору Ливия, сенат постановил снести строившееся здание; согласно Павлу Орозию, речь шла только об отказе от планов строительства. В историографии существует гипотеза, что на самом деле античные авторы имеют в виду события 125 года до н. э. и что вместо Гая Кассия Лонгина в этом сюжете должен фигурировать Луций Кассий Лонгин Равилла.
Дата смерти Гая Кассия неизвестна. Авл Геллий упоминает некое обвинение, которое выдвинул против одного из Кассиев Марк Порций Катон Цензор, но был ли это Гай или кто-то из его сородичей, он не уточняет.